# 4464 Вулкано
4464 Вулкано (4464 Vulcano) — астероїд головного поясу, відкритий 11 жовтня 1966 року.
Тіссеранів параметр щодо Юпітера — 3,812.